# キオスク

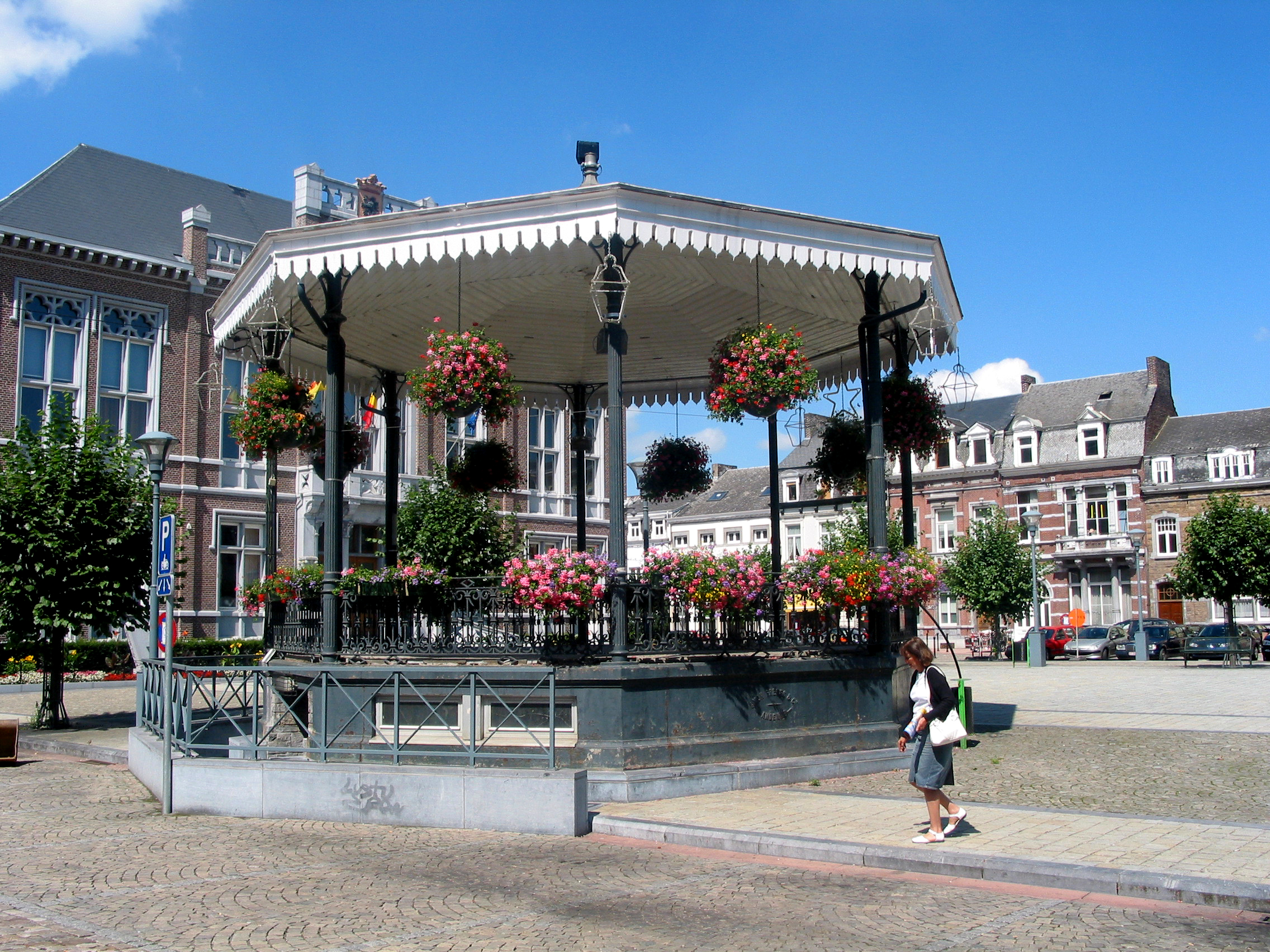
ベルギーの広場の19世紀のキオスク。

キオスク（ペルシア語: کوشک / kušk; トルコ語: köşk; 英語: kiosk）は、中東や地中海沿岸などで発達した、庭園の簡易建造物。東屋やガゼボなどと同じく小さな建物で、全面または一部の面に壁がなく、外に開放されている。

## 言語表記
日本語で『キオスク』の各国語表記は、アラビア語: كشك（文語アラビア語発音：kushk(クシュク)、口語アラビア語発音：koshk(コシュク)他）; タガログ語: kyos;  ウルドゥー語: khoka; ロシア語: киоск; フランス語: kiosque; ギリシア語: κιόσκι; ドイツ語: Kiosk; ポーランド語: kiosk; チェコ語: kiosek; ポルトガル語: quiosque; ルーマニア語: chioşc; ブルガリア語: кьошк kyoshk; クロアチア語: kiosk セルビア語: киоск / kiosk; スペイン語: quiosco / kioscoなど。

## キオスクの歴史
キオスクは、イランからインドにかけての庭園によく設けられていた。13世紀にはペルシア人からトルコ人に伝わり、オスマン帝国では宮殿や庭園などにキオスクが建てられた。イスタンブールのトプカプ宮殿の周囲には、多数のキオスクがあるほか、オスマン帝国の支配下にあった地域、例えばギリシアなどにもキオスクのある庭園が残る。

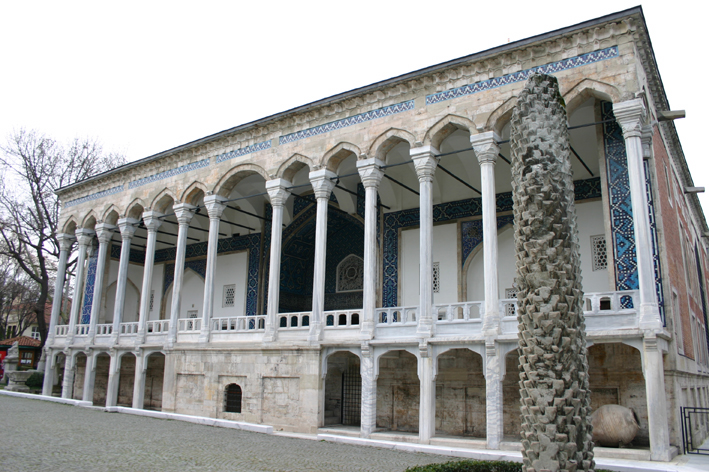
イスタンブールのトプカプ宮殿にあるチニリ・キョシュク。

キオスクという語はペルシア語のクシュク（kušk）に由来し、「日陰をつくる物」を指していた。これがトルコ語でキョシュク（köşk）になった。「キョシュク」は現在でも、オスマン建築の中でも宮殿や邸宅の離れといった住宅建築を指すのに使われる。当初は木造で、後には石造などでも建てられたキョシュクは、表面は石や金属やタイルなどで覆われ、2階建て以上の高さがある建物であった。トルコなどには、皇族や貴族が夏や冬に住みかえて過ごすための邸宅や離れが多数残っている。特に夏用の邸宅は風を取り入れるために開口部が大きい。18世紀にはヨーロッパにオスマン文化の影響が及び、庭園に「キオスク」と呼ばれる休憩用の建物が建てられるようになり、造園に際しての重要な要素となるに至った。

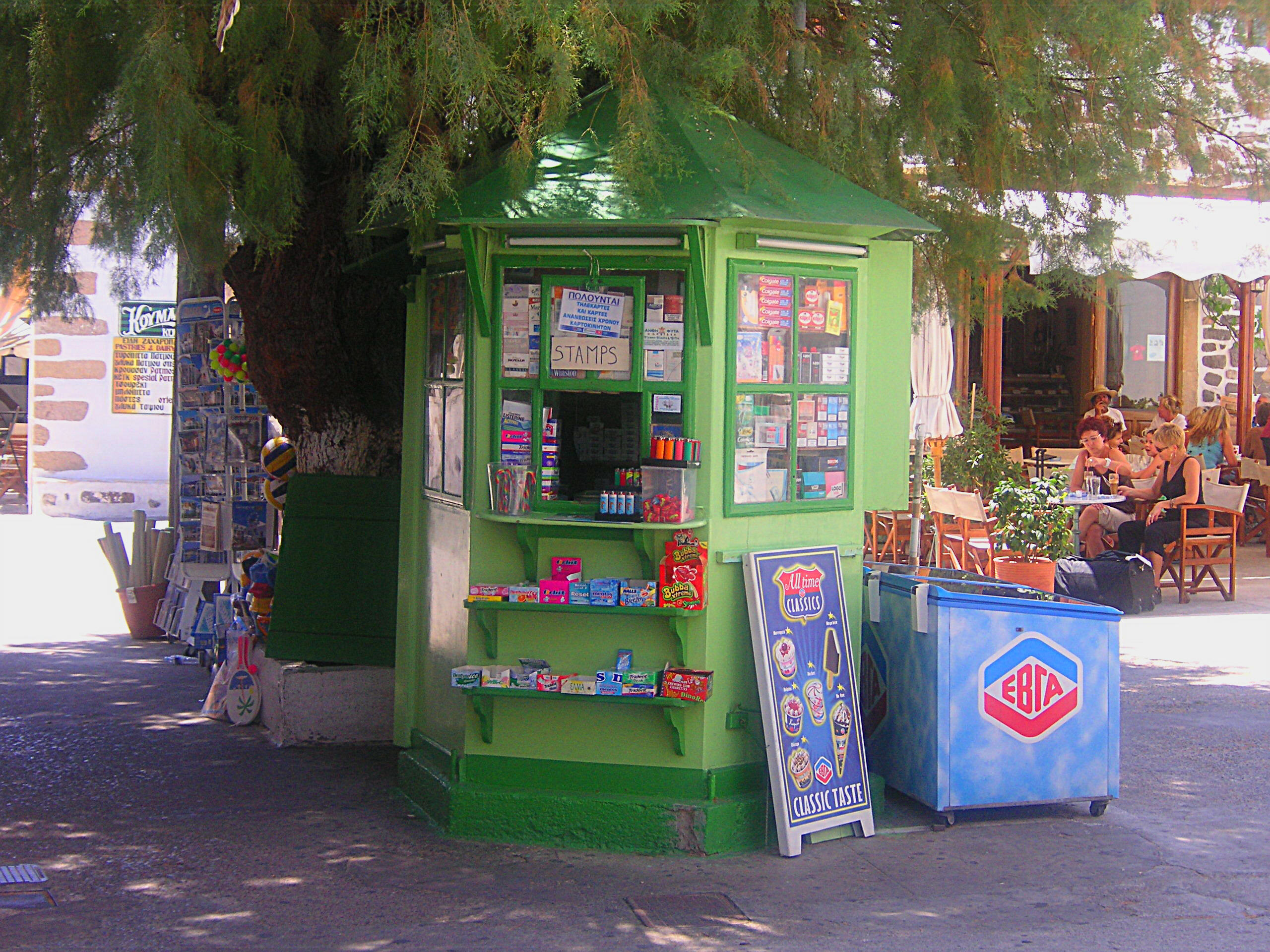
ギリシアの都市によくみられる型のキオスク。

現在のヨーロッパ、ロシア、アメリカなどでは、キオスクとは仮設小屋の一種で、一方の壁面に大きく開いた窓があるものを指す。キオスクを使う商人も多く、道路や公園などにキオスクを設置して新聞、雑誌、地図、ライター、タバコ、菓子など安いものを売っており、新聞スタンド・雑貨屋・駄菓子屋の機能を果たしている。ロシアでは、道端や公園など場所問わず設置されている小さな商店を指す。ソビエト連邦の崩壊・ロシア市場経済成長と共に、大手スーパーチェーンの進出や浸透により数は少なくなりつつある。日本ではJRグループの駅売店がキヨスクと呼ばれている。
キオスクと呼ばれるものの中には、催し物を紹介する無料のパンフレットや地図などを配布したり、観光客の案内所として使われるもの（information kiosk, information booth）もある。またキオスク端末やインタラクティブ・キオスクと呼ばれる、コンピュータやインターネット端末を置いた小屋やブースを、路上や店舗内などに置いて公的サービスを提供したり情報を提供したりしている国もある。

## ギャラリー

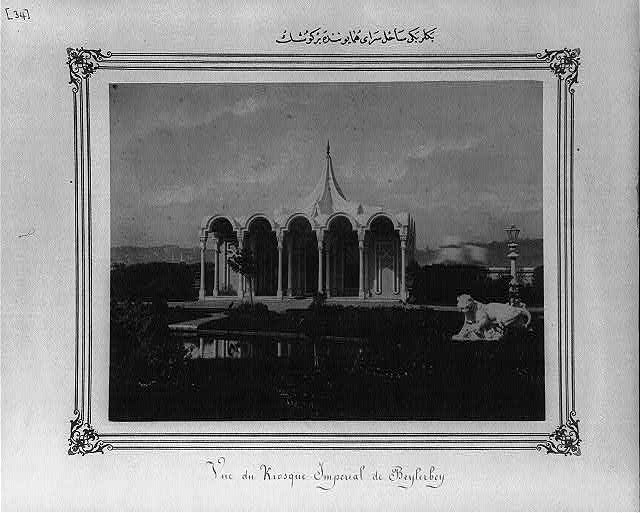
イスタンブールのボスポラス海峡に面したベイレルベイ宮殿（トルコ語版）のキョシュク。
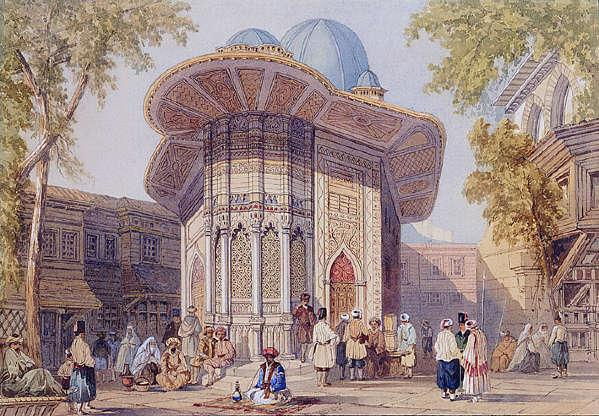
キオスクの前でくつろぐトルコの人々、19世紀。
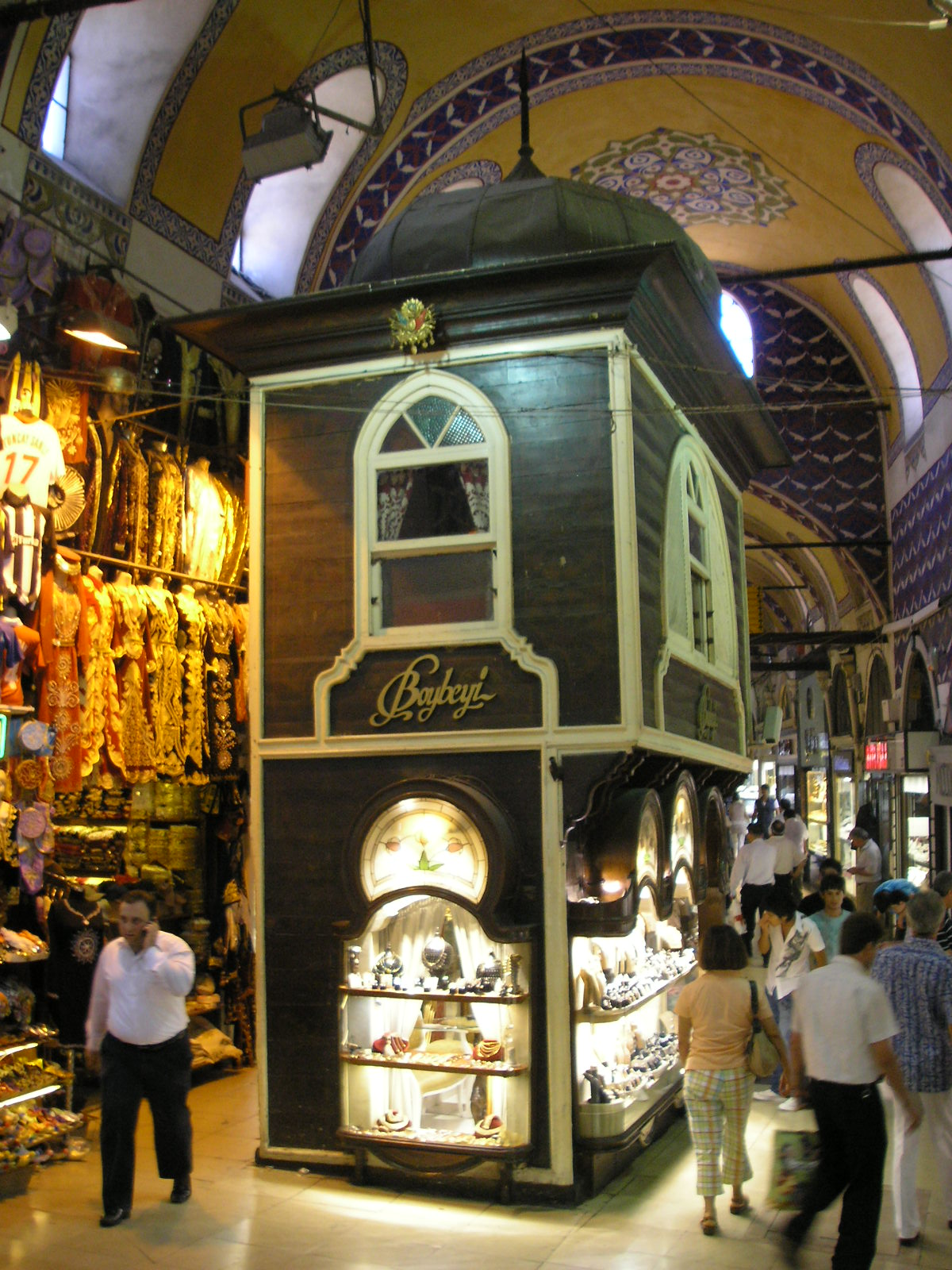
イスタンブールのバザールにある17世紀以来のキオスク。コーヒーなどを売る小さな売店として建てられた。
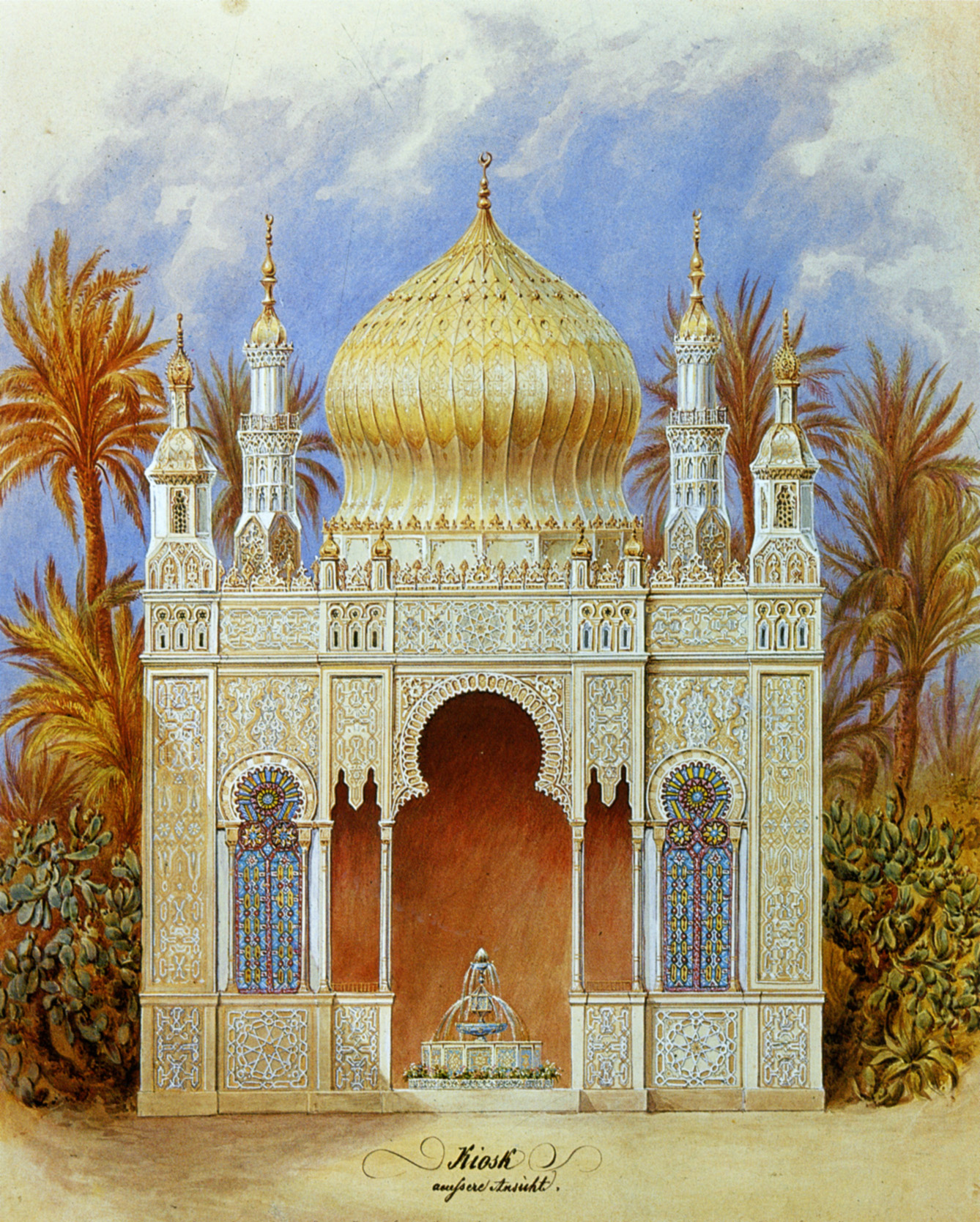
バイエルン王ルートヴィヒ2世の冬の庭園のために設計されたキオスク。
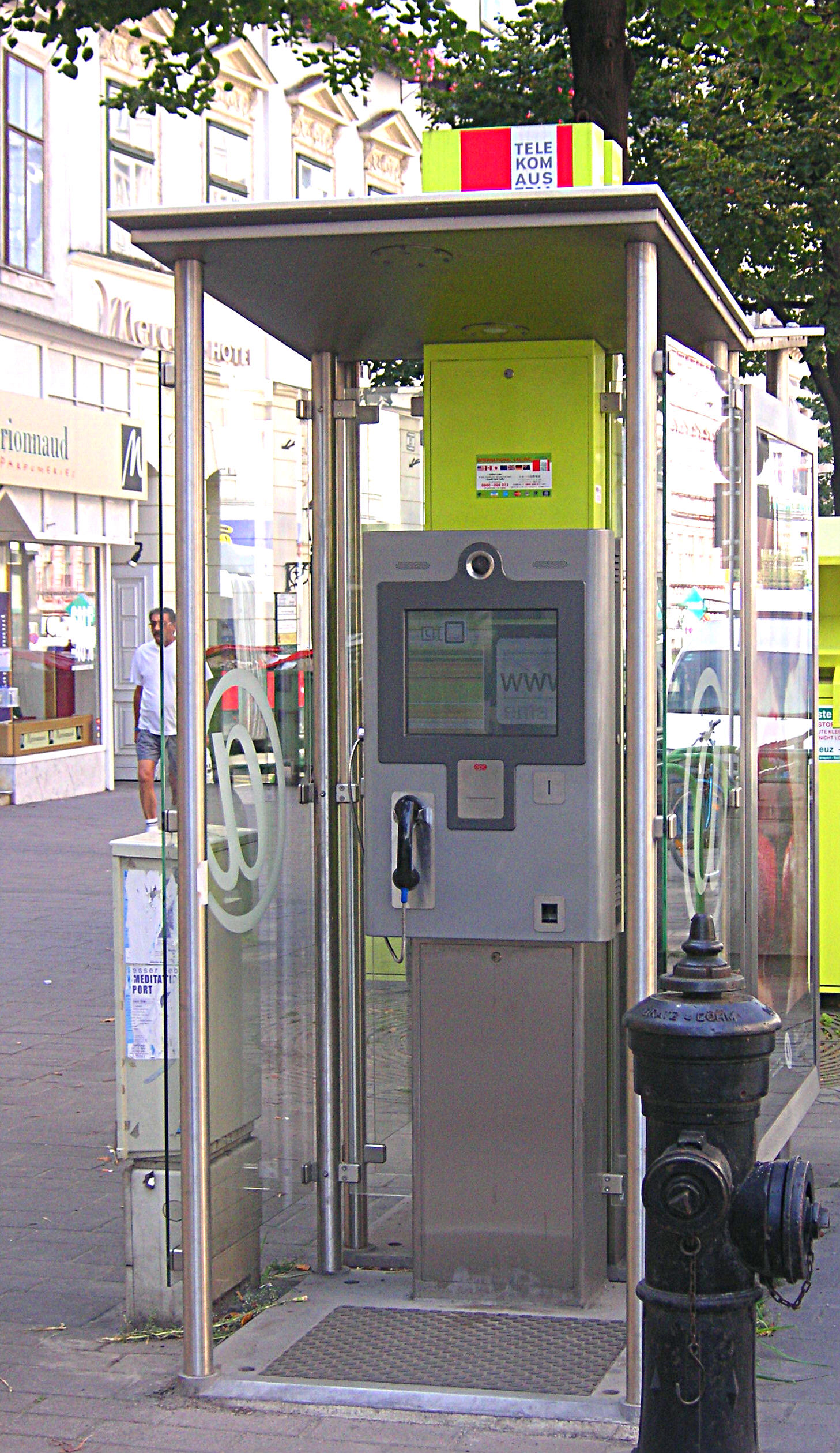
インターネット・キオスク。
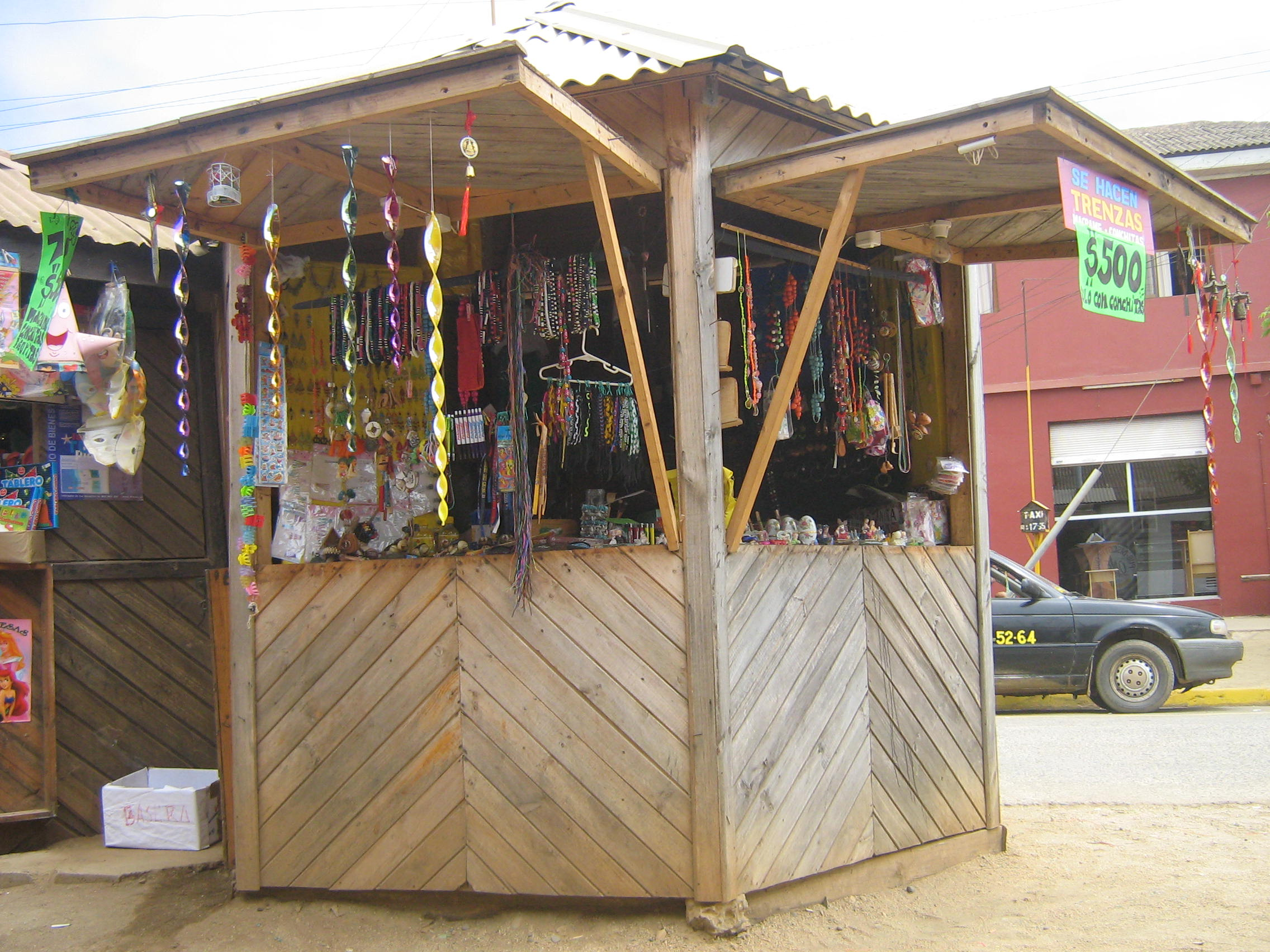
チリにある、工芸品や土産物を売るキオスク。
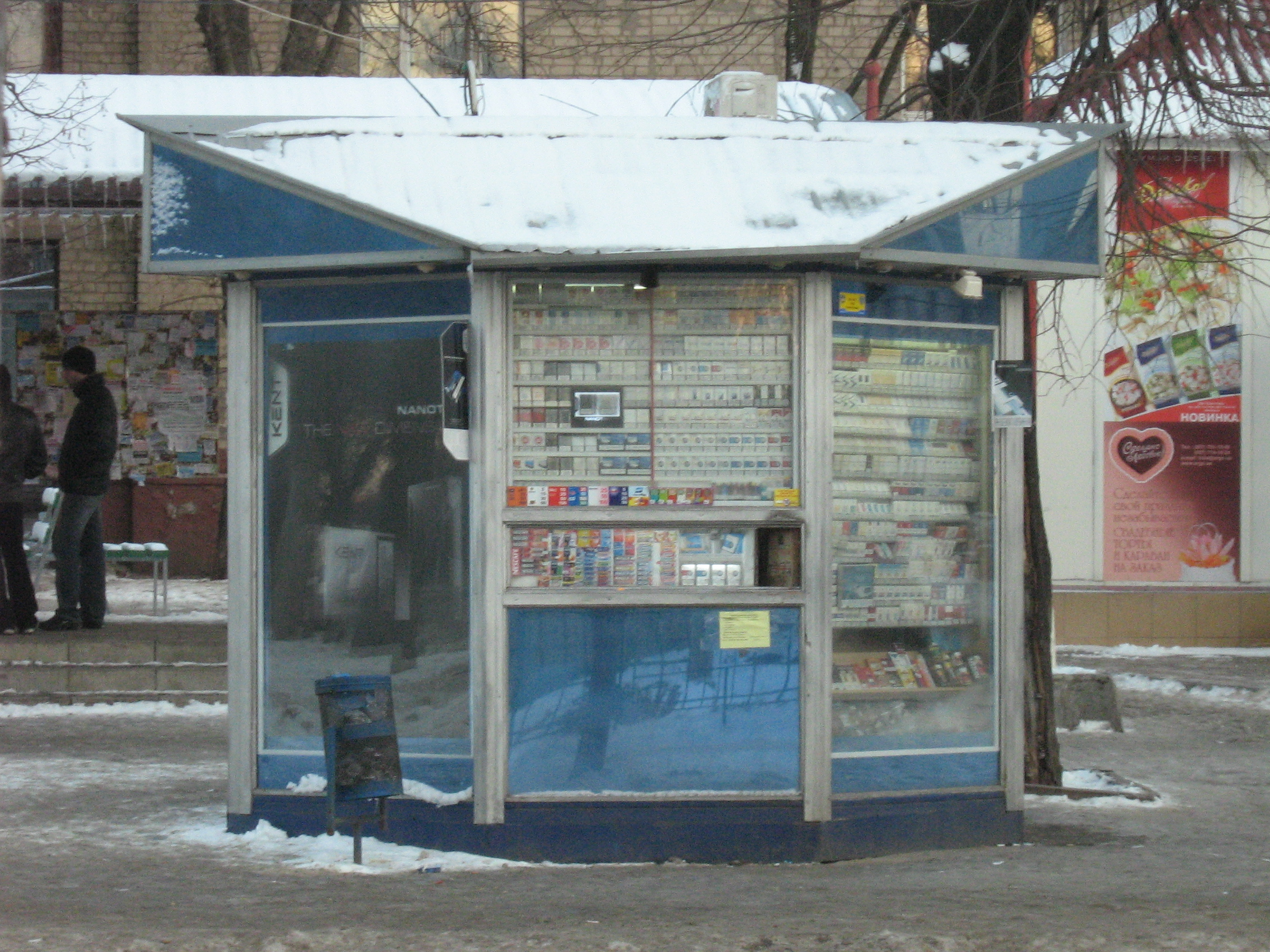
ウクライナにある、タバコやソフトドリンクを売るキオスク。
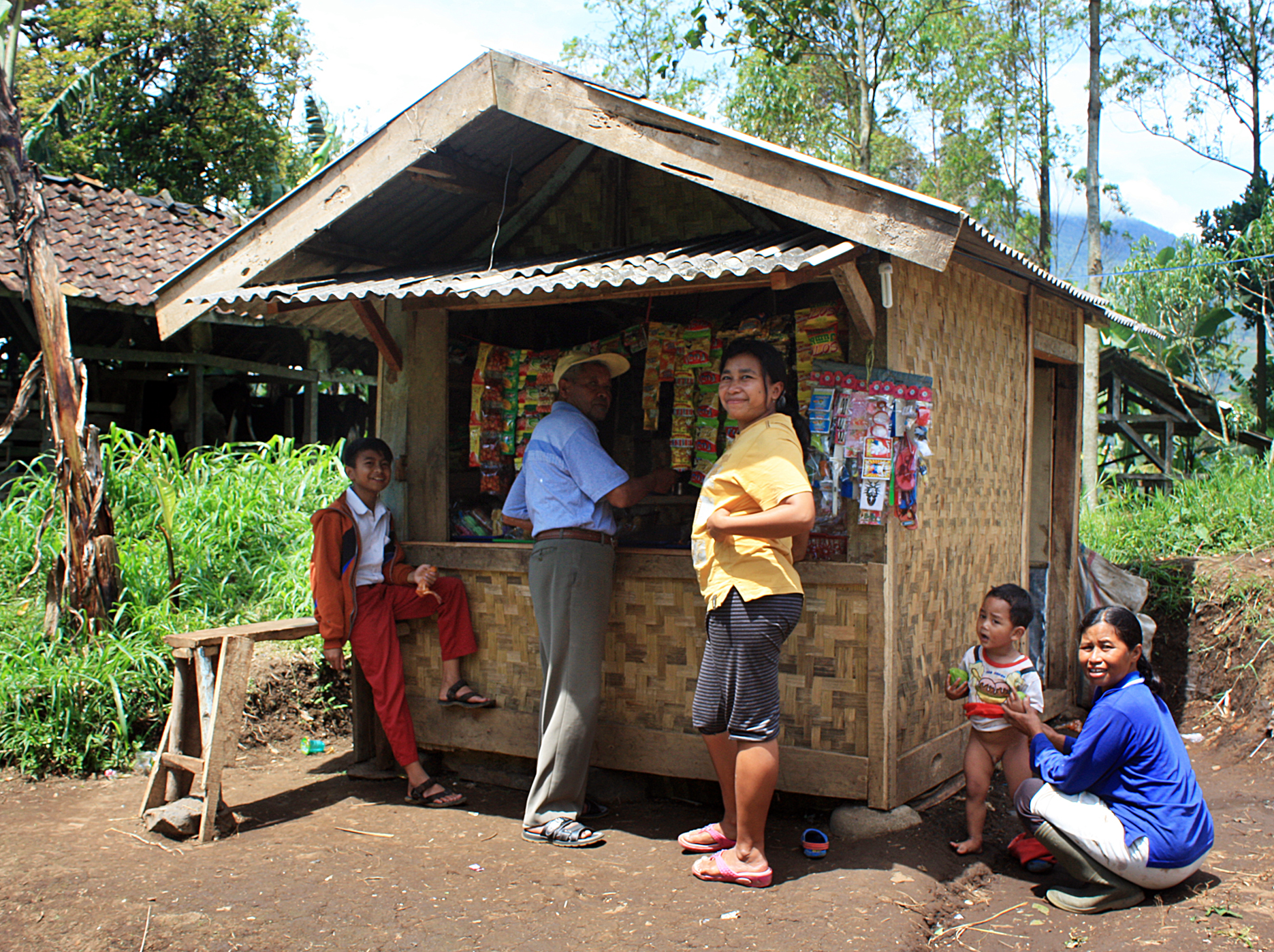
インドネシアにあるキオスクの一種。「ワルン」と呼ばれる。
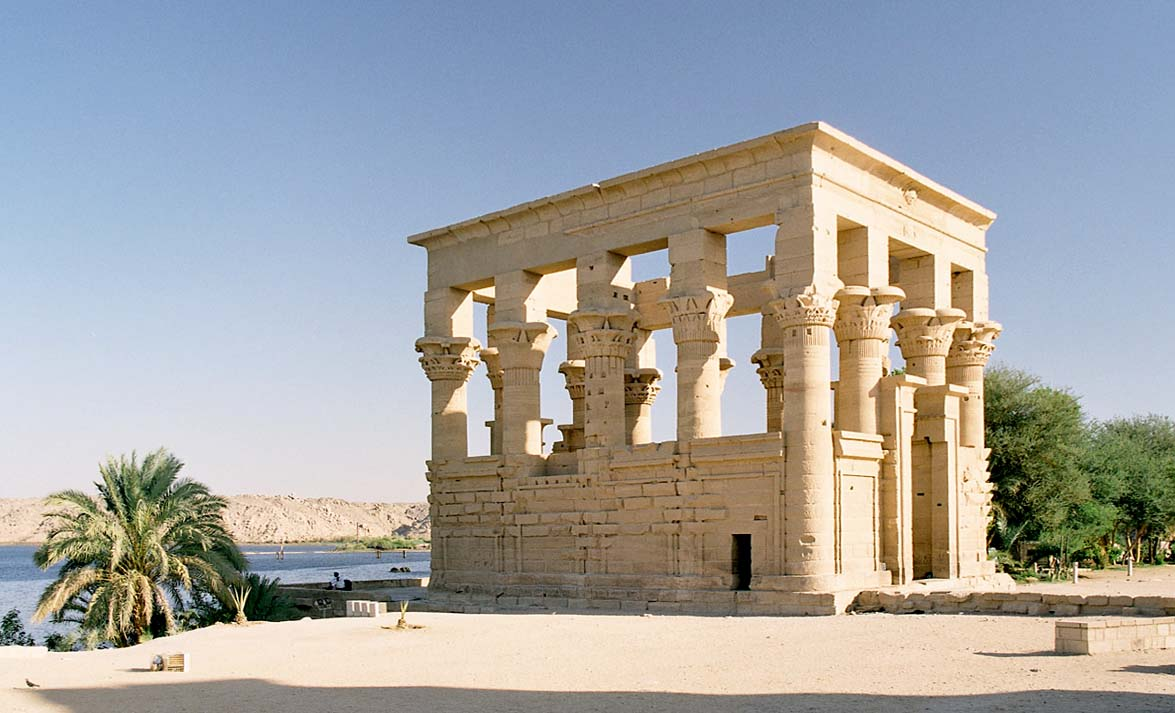
フィラエ神殿にある古代エジプトの建造物の一種。慣例的にキオスクと呼ばれる。